# Antheraea diehli
Antheraea diehli là một loài bướm đêm thuộc họ Saturniidae. Nó được tìm thấy ở Sumatra, Borneo và bán đảo Mã Lai.